# Леннінген (комуна)
Леннінген (люксемб. Lenneng, фр. Lenningen, нім. Lenningen) — комуна Люксембургу. Входить до складу кантону Реміх в окрузі Гревенмахер.

## Географія
Площа території комуни становить 20,35 км² (55-е місце за цим показником серед 116 комун Люксембургу).
Висота найвищої точки комуни над рівнем моря складає 321 метрів (106-е місце за цим показником серед комун країни), найнижчої — 166 метрів (14-е місце).

## Демографія
Станом на 2011 рік на території комуни мешкало 1 722 ос.
Динаміка чисельності населення:

## Адміністративний поділ
До складу комуни входять такі поселення:
| Поселення | Населення за даними переписів: | Населення за даними переписів: | Населення за даними переписів: |
| Поселення | на 31.03.1981                  | на 01.03.1991                  | на 15.02.2001                  |
| --------- | ------------------------------ | ------------------------------ | ------------------------------ |
| Канах     | 711                            | 789                            | 864                            |
| Леннінген | 201                            | 226                            | 305                            |